# 哈立德·卡布夫
哈立德·卡布夫（阿拉伯语：‎，希伯來語：‎，1958年—）是一位阿拉伯裔以色列人法官，2022年他被任命为以色列最高法院法官，成为最高法院首位穆斯林法官。

## 生平
卡布夫出生于以色列雅法，是一位穆斯林。1975年高中毕业，就读于特拉维夫大学，1981年获得历史与伊斯兰学士学位，1988年获得法学学士学位。2011年，以优异成绩获得商法学硕士学位，学位由特拉维夫大学和加利福尼亞大學柏克萊分校联合授予。

## 法律生涯
1989年至1997年，他作为一名私人律师执业。1997年9月，被任命为内坦亚地方法院法官。2003年，被任命为特拉维夫地区法院法官。此后，卡布夫在巴伊兰大学和奥诺学院教授企业和经济学课程。2010年8月，开始服务于最高法院经济部门。2014年，列入最高法院候选人名单。
卡布夫在经济、民事和刑事领域享有盛誉。
卡布夫曾在2018年2月被列为接替最高法院退休法官约拉姆·丹吉格的候选人，但在选举委员会会议的2天前，他撤回了自己的候选资格。
2022年2月，卡布夫被选入最高法院，成为首位穆斯林常任法官。